# Bitetto

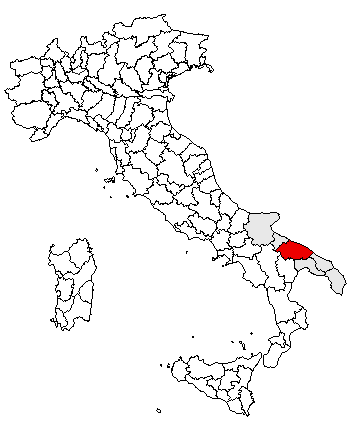
Położenie prowincji Bari

Bitetto – miejscowość i gmina we Włoszech, w regionie Apulia, w prowincji Bari.
Według danych na styczeń 2009 gminę zamieszkiwały 11 563 osoby przy gęstości zaludnienia 344,4 os./1 km².

## Miasta partnerskie
- Józefów